# Gracilimesus orientalis
Gracilimesus orientalis är en kräftdjursart som först beskrevs av Yakov Avadievich Birstein 1960.  Gracilimesus orientalis ingår i släktet Gracilimesus och familjen Ischnomesidae. Inga underarter finns listade i Catalogue of Life.